# Ono Cholhwan
Ono Cholhwan (født 25. oktober 1993) er en japansk fodboldspiller, som spiller for den japanske fodboldklub JEF United Chiba.